# Ottedana cercalis
Ottedana cercalis är en insektsart som beskrevs av De Mello och De Andrade 2003. Ottedana cercalis ingår i släktet Ottedana och familjen syrsor. Inga underarter finns listade i Catalogue of Life.